# Эритрея на летних Олимпийских играх 2024

## Квалификация
| № п/п | Вид спорта      | Мужчины        | Мужчины                | Женщины        | Женщины                | Всего          | Всего                  |
| № п/п | Вид спорта      | Завоевано квот | Количество спортсменов | Завоевано квот | Количество спортсменов | Завоевано квот | Количество спортсменов |
| ----- | --------------- | -------------- | ---------------------- | -------------- | ---------------------- | -------------- | ---------------------- |
| 1     | Велоспорт       | 1              | 1                      |                |                        | 1              | 1                      |
| 2     | Лёгкая атлетика | 4              | 4                      | 1              | 1                      | 5              | 5                      |
|       | ИТОГО           | 5              | 5                      | 1              | 1                      | 6              | 6                      |

## Медали
| Медаль | Спортсмен(ы) | Вид спорта | Дисциплина | Дата |
| ------ | ------------ | ---------- | ---------- | ---- |

| Вид спорта | 1 | 2 | 3 | Всего |

| Медали по датам | Медали по датам | Медали по датам | Медали по датам | Медали по датам | Медали по датам |
| --------------- | --------------- | --------------- | --------------- | --------------- | --------------- |
| Дата            | 1               | 2               | 3               | Всего           |                 |

## Состав команды
Велоспорт
 Шоссейный велоспорт
1. Квота1

 Лёгкая атлетика
1. Хабтом Сэмюэл[англ.]
2. Квота2 (марафон)
3. Квота3 (марафон)
4. Квота4 (марафон)
5. Дольши Тесфу[англ.]

## Велоспорт

### Шоссейные велогонки
Эритрея получила по мировому рейтингу UCI одно место в мужской групповой гонке на шоссе и одно место в мужской индивидуальной гонке с раздельным стартом.
| Спортсмен                    | Дисциплина              | Время | Место |
| ---------------------------- | ----------------------- | ----- | ----- |
|                              | Мужчины Групповая гонка |       |       |
| Мужчины Индивидуальная гонка |                         |       |       |

## Легкая атлетика
Эритрейские легкоатлеты выполнили нормативы для участия в Играх 2024 года, пройдя прямую квалификацию или по мировому рейтингу, в следующих соревнованиях (максимум по 3 спортсмена в каждом). 
Беговые дисциплины
| Спортсмен     | Дисциплина      | Забеги    | Забеги | Утеш. забеги | Утеш. забеги | Полуфиналы | Полуфиналы | Финал     | Финал |
| Спортсмен     | Дисциплина      | Результат | Место  | Результат    | Место        | Результат  | Место      | Результат | Место |
| ------------- | --------------- | --------- | ------ | ------------ | ------------ | ---------- | ---------- | --------- | ----- |
| Хабтом Сэмюэл | Мужчины 10000 м | —         | —      | —            | —            | —          | —          |           |       |
|               | Мужчины марафон | —         | —      | —            | —            | —          | —          |           |       |
|               | Мужчины марафон | —         | —      | —            | —            | —          | —          |           |       |
|               | Мужчины марафон | —         | —      | —            | —            | —          | —          |           |       |
| Дольши Тесфу  | Женщины марафон | —         | —      | —            | —            | —          | —          |           |       |